# Мамченко, Владислав Никанорович
Ма́мченко Владисла́в Никано́рович (28 февраля 1929, Смоленская область — 13 ноября 2006, Сыктывкар) — советский и российский скульптор.

## Биография
Родился в д. Шугайлово Слобоского района Смоленской области. Родители были репрессированы. С мая 1941 по октябрь 1942 года находился в блокадном Ленинграде, был ранен в лицо во время бомбежки. Имеет знак «Жителю блокадного Ленинграда». Учился в Ленинградском высшем художественно-промышленное училище имени В. И. Мухиной. В 1953 году перебирается в Сыктывкар, где становится одним из первопроходцев в скульптуре для республики Коми.
Известен портретами видных творческих деятелей: танцовщицы Т. Маеговой и актрисы Ю. Трошевой, поэта В. Кушманова и певца Э. Шмерковича, режиссёра И. Аврамова и художника С. Торлопова, композитора Д. Шостаковича — разные характеры и темпераменты, их объединяет жизненная наполненность, трепетное отношение автора к сложным, неоднозначным характерам своих героев.
Мамченко является автором нескольких памятников в Сыктывкаре и являются его достопримечательностями. В первую очередь памятник Ивану Алексеевичу Куратову на площади перед Государственным театром оперы и балета Республики Коми, а также мемориал «Вечная слава».

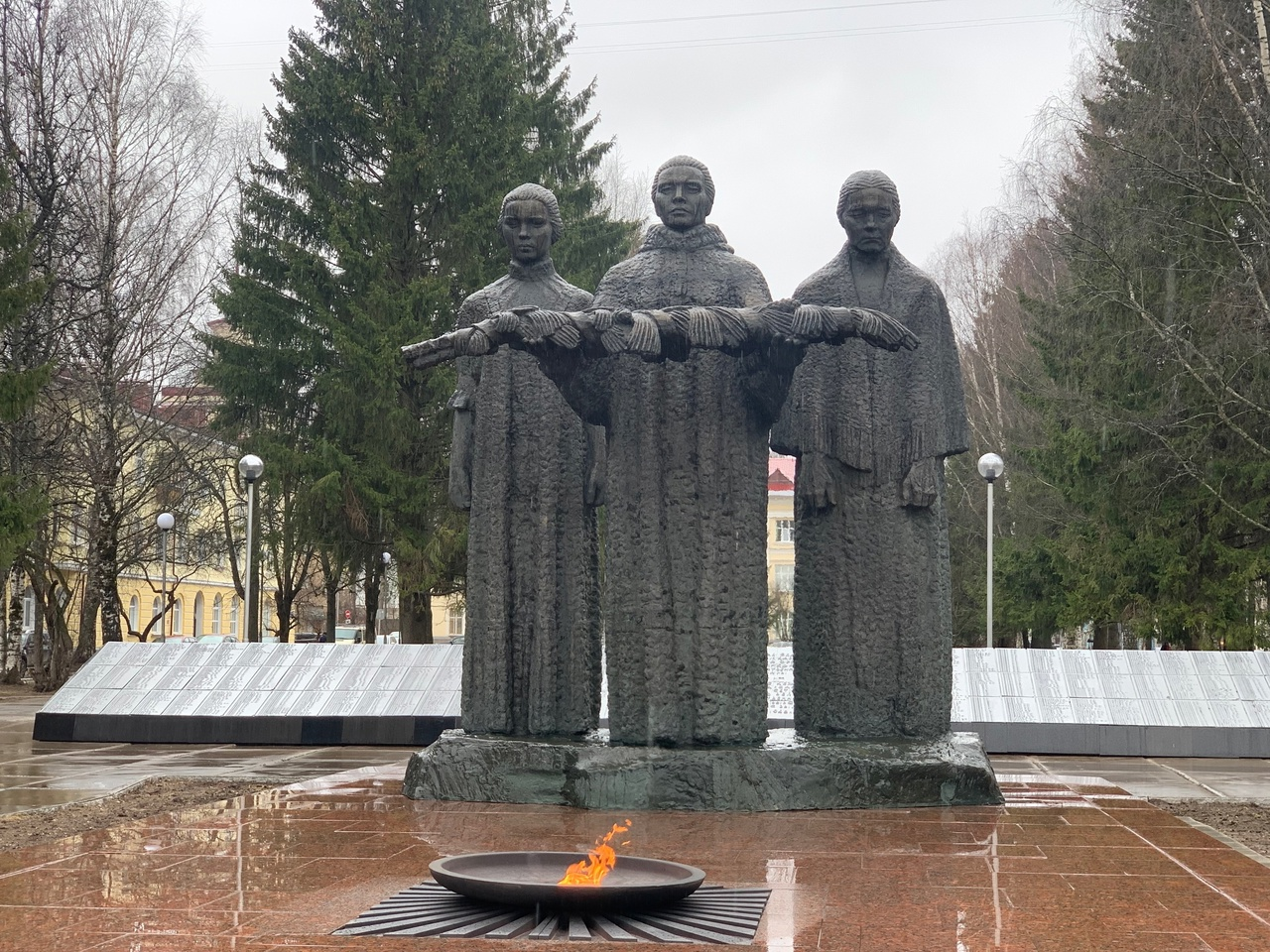
Мемориал «Вечная слава» в Сыктывкаре
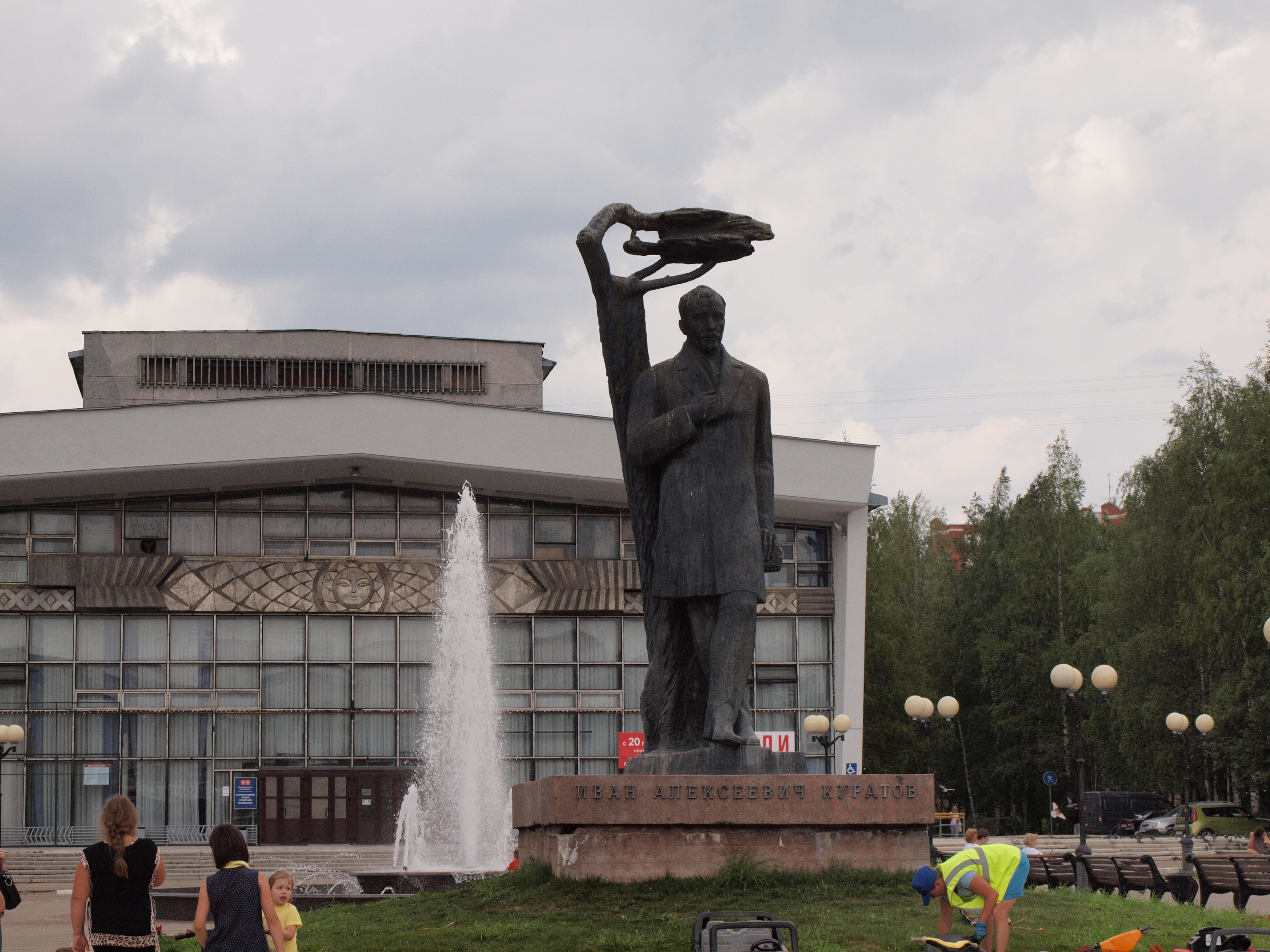
Памятник И. А. Куратову в Сыктывкаре